# Saison 7 de The Big Bang Theory
Chronologie
Saison 6 Saison 8
Cet article présente les vingt-quatre épisodes de la septième saison de la série télévisée américaine The Big Bang Theory.

## Généralités
Les épisodes sont diffusés simultanément aux États-Unis et au Canada.

## Synopsis
Leonard Hofstadter et Sheldon Cooper vivent en colocation à Pasadena, une ville de l'agglomération de Los Angeles. Ce sont tous deux des physiciens surdoués, « geeks » de surcroît. C'est d'ailleurs autour de cela qu'est axée la majeure partie comique de la série. Ils partagent quasiment tout leur temps libre avec leurs deux amis Howard Wolowitz et Rajesh Koothrappali pour, par exemple, jouer à Halo, organiser un marathon de films Superman, jouer au Boggle klingon ou discuter de théories scientifiques très complexes. Leur univers routinier est alors perturbé lorsqu'une jolie jeune femme, Penny, s'installe dans l'appartement d’en face. Leonard qui a immédiatement des vues sur elle va tout faire pour la séduire. Elle va alors s'intégrer au groupe et découvrir leur univers auquel elle ne connaît rien…

## Distribution

### Acteurs principaux
- Johnny Galecki (VF : Fabrice Josso) : Leonard Hofstadter
- Jim Parsons (VF : Fabrice Fara) : Sheldon Cooper
- Kaley Cuoco (créditée « Kaley Cuoco-Sweeting » à partir de l'épisode 14) (VF : Laura Préjean) : Penny
- Simon Helberg (VF : Yoann Sover) : Howard Wolowitz
- Kunal Nayyar (VF : Jérôme Berthoud) : Rajesh « Raj » Koothrappali
- Melissa Rauch (VF : Sophie Froissard) : Bernadette Maryann Rostenkowski-Wolowitz
- Mayim Bialik (VF : Vanina Pradier) : Amy Farrah Fowler

### Acteurs récurrents
- Kevin Sussman (VF : Gérard Malabat) : Stuart Bloom (récurrence à travers les saisons)
- Carol Ann Susi (VF : Marie-Brigitte Andreï) : Debbie, la mère d'Howard (voix uniquement, récurrence à travers les saisons)
- Laurie Metcalf (VF : Véronique Augereau) : Mary Cooper, la mère de Sheldon (récurrence à travers les saisons)
- Christine Baranski (VF : Josiane Pinson) : Beverly Hofstadter, la mère de Leonard (récurrence à travers les saisons)
- Wil Wheaton (VF : Tanguy Goasdoué) : lui-même (récurrence à travers les saisons)
- John Ross Bowie (VF : Christophe Lemoine) : Barry Kripke (récurrence à travers les saisons)
- Regina King (VF : Magaly Berdy) : Mme Davis, la DRH
- Kate Micucci (VF : Barbara Beretta) : Lucy
- Laura Spencer (VF : Delphine Braillon) : Emily Sweeney

### Invités
- Bob Newhart (VF : Laurent Claret) : Arthur Jeffries, le « professeur Proton » (épisodes 7 et 22)
- Bill Nye : lui-même (épisode 7)
- Casey Sander (VF : Hervé Jolly) : M. Rosetenkowski, le père de Bernadette (épisodes 9 et 16)
- Brian Thomas Smith (VF : Matthieu Albertini) : Zack (épisodes 9 et 11)
- Ira Flatow : lui-même (épisode 10)
- Josh Peck : Jesse (épisode 13)
- James Earl Jones : lui-même (épisode 14)
- Carrie Fisher : elle-même (épisode 14)
- Tania Raymonde : Yvette, vétérinaire (épisode 15)
- Michael J. Massimino (astronaute américain) (VF : Bernard Bollet) : lui-même (épisode 16)
- Steve Valentine : Kenneth (épisode 23)

## Production

### Attribution des rôles
Les acteurs Bob Newhart, Christine Baranski, Kate Micucci, Bill Nye, Josh Peck, James Earl Jones, Carrie Fisher et Tania Raymonde sont annoncés à la distribution.

## Résumé de la saison
Leonard est en mission en mer, il décide de faire la surprise lors de son retour à Pasadena.

## Liste des épisodes

### Épisode 1:L'Absence de Leonard
- États-Unis /  Canada : 26 septembre 2013 sur CBS[8] / CTV
- France : 6 juin 2014 sur Canal+ Séries[9]

- États-Unis : 18,99 millions de téléspectateurs[10] (première diffusion)
- Canada : 4,31 millions de téléspectateurs[11],[12] (première diffusion)

- Sophie Oda (en) (Grace)
- Aaron Takahashi (le scientifique)
- Alex Ball (le serveur)

- Sheldon prétend que son cauchemar proviendrait du film Le Choc des Titans qu'il aurait regardé avant de dormir. Dedans, Sheldon fait allusion aux deux suites de la trilogie de films Retour vers le Futur.

### Épisode 2:Une affaire d'œstrogènes
- États-Unis /  Canada : 26 septembre 2013 sur CBS / CTV
- France : 6 juin 2014 sur Canal+ Séries[9]

- États-Unis : 20,44 millions de téléspectateurs[10] (première diffusion)
- Canada : 4,61 millions de téléspectateurs[11],[12] (première diffusion)

- Barak Hardley (le livreur de pizza)

- Cet épisode réalise la meilleure audience historique de la série[13].
- Incohérence : Bernadette prépare à Howard un brownie visiblement aux noisettes alors qu'il est allergique aux fruits secs.
- Sheldon adapte une réplique de Dark Vador dans Star Wars, épisode III : La Revanche des Sith.

### Épisode 3:Chasse au trésor
- États-Unis /  Canada : 3 octobre 2013 sur CBS / CTV
- France : 6 juin 2014 sur Canal+ Séries[9]

- États-Unis : 18,22 millions de téléspectateurs[14] (première diffusion)
- Canada : 3,81 millions de téléspectateurs[15] (première diffusion)

- L'Homme-mystère est un ennemi de Batman spécialisé dans la conception d'énigmes.
- Le poster dissimulant des coordonnées représente le logo des Rolling Stones.

### Épisode 4:La Minimisation des aventuriers
- États-Unis /  Canada : 10 octobre 2013 sur CBS / CTV
- France : 6 juin 2014 sur Canal+ Séries[9]

- États-Unis : 17,64 millions de téléspectateurs[16] (première diffusion)
- Canada : 3,44 millions de téléspectateurs[17] (première diffusion)

- Christine Baranski (Beverly Hofstadter)
- Christine Corpuz (la femme)

- La série télévisée préférée d'Amy est La Petite Maison dans la prairie, et ses bandes dessinées préférées, Marmaduke et Garfield.
- Bien qu'il semble découvrir la technique de Leonard, Howard a pourtant maintes fois usé de ce type de stratagème par le passé en évoquant à outrance l'abandon par son père.

### Épisode 5:La Proximité du lieu de travail
- États-Unis /  Canada : 17 octobre 2013 sur CBS / CTV
- France : 13 juin 2014 sur Canal+ Séries[9]

- États-Unis : 17,8 millions de téléspectateurs[18] (première diffusion)
- Canada : 3,47 millions de téléspectateurs[19] (première diffusion)

- Todd Eric Andrews (Dr Gunderson)
- Ayumi Iizuka (une scientifique)

- Le refus qu'aurait toujours eu Sheldon d'utiliser les toilettes des lieux publics où il mange serait dû à l'interprétation littérale d'un adage constamment utilisé par son père.
- Sheldon révèle par métonymie que le chef suédois est son Muppet préféré, et le köttbullar son deuxième type de boulette de viande préféré.

### Épisode 6:La Résonance de l'amour
- États-Unis /  Canada : 24 octobre 2013 sur CBS / CTV
- France : 13 juin 2014 sur Canal+ Séries[9]

- États-Unis : 16,98 millions de téléspectateurs[20] (première diffusion)
- Canada : 3,46 millions de téléspectateurs[21] (première diffusion)

- Nick Ullett (un scientifique)
- Tom Fonss (un étudiant)

- Penny et Raj se réfèrent aux films Dirty Dancing et Un monde pour nous.
- Quand Sheldon se fait acclamer, quelqu'un crie : « Wouw ! », ce à quoi Sheldon répond : « Eh, pas de Wouw ! ». Ensuite, il se tourne vers un confrère et lui dit : « Enfin, je ne parlais pas de vous, hein, Docteur Wu ». Cette série de jeux de mots fait référence à la série Doctor Who.
- Une nouvelle fois, une référence est faite à cette même série lorsque Howard chante la chanson à Bernadette : il dit que s'il ne l'avait pas, il serait comme Doctor Who loin de son TARDIS.
- Toujours durant la chanson, Howard compare leur couple à la collaboration entre Steve Jobs et Steve Wozniak (qui a déjà fait un caméo dans la série), ou encore à plusieurs œuvres de Joss Whedon (les séries Firefly et Buffy contre les vampires ainsi que le film Avengers) et ce dernier.
- Le klingon (langue fictive de l'univers Star Trek) est utilisé par Howard pour une ligne de la chanson.

- La méthode fabuleuse découverte par Sheldon permettrait la synthétisation d'un nouveau transactinide stable.
- La chanson If I Didn't Have You (Bernadette's Song) entendue durant cet épisode, a été écrite en réalité par le groupe Garfunkel and Oates (duo composé de Kate Micucci et Riki Lindhome, toutes deux actrices de la série) et rendue disponible en téléchargement sur iTunes[22].

### Épisode 7:L'Article du professeur Proton
- États-Unis /  Canada : 7 novembre 2013 sur CBS / CTV
- France : 13 juin 2014 sur Canal+ Séries[9]

- États-Unis : 16,89 millions de téléspectateurs[23] (première diffusion)
- Canada : 3,55 millions de téléspectateurs[24] (première diffusion)

- Bob Newhart (Arthur Jeffries, le « professeur Proton »)
- Bill Nye (lui-même)

- Avec celui de sa première apparition, Arthur confirme dans cet épisode qu'il a un faible pour Penny.
- Howard fait un trait d'esprit sous-entendant que Sheldon serait un robot. Celui-ci prétend plus tard à Amy qu'il maîtriserait ce qu'il nomme « les Trois lois (de la sociabilité) », concept qui rappelle les Trois lois de la robotique d'Isaac Asimov.
- Dans un sarcasme, Howard cite à Raj des paroles de la chanson Girls Just Want To Have Fun de Cyndi Lauper.
- Erratum : la prétendue technique décrite par Howard et qui permettrait de créer un petit diamant renfermant de l'ADN à partir d'une mèche de cheveux, nécessite en vérité de hautes températures ainsi que des pressions extrêmes qui empêcheraient la préservation d'une quelconque trace d'ADN.
- Raj a fabriqué pour Howard (qui en fait collection) et lui des boucles de ceinture « sabre laser » assorties et inspirées de Star Wars.

### Épisode 8:La Simulation du cerveau qui démange
- États-Unis /  Canada : 14 novembre 2013 sur CBS / CTV
- France : 13 juin 2014 sur Canal+ Séries[9]

- États-Unis : 18,3 millions de téléspectateurs[25] (première diffusion)
- Canada : 3,55 millions de téléspectateurs[26] (première diffusion)

- Kate Micucci (Lucy)
- Morgan Hewitt (Lizzy)

- Howard imite Smokey the Bear (« Smokey l'ours » en version française) pour se moquer de la posture de Leonard.
- Le DVD loué que Leonard est censé rendre contient le film Super Mario Bros.

### Épisode 9:Thanksgiving, clowns et union bidon!
- États-Unis /  Canada : 21 novembre 2013 sur CBS / CTV
- France : 20 juin 2014 sur Canal+ Séries[9]

- États-Unis : 18,94 millions de téléspectateurs[27] (première diffusion)
- Canada : 4,72 millions de téléspectateurs[28] (première diffusion + différé 7 jours)

- Casey Sander (M. Rosetenkowski)
- Brian Thomas Smith (Zack)

- Face à l'obligation de suivre les autres chez la mère d'Howard pour Thanksgiving, Sheldon, dramatique et déplacé, se compare aux victimes nègres du commerce triangulaire.
- Après avoir déjà fait elle-même la comparaison (dans l'épisode La Troll dévergondée !), c'est au tour d'Howard de comparer sa mère à la Muppet Peggy la cochonne.
- Raj joue sur le fait qu'il est indien (d'Inde et non un Natif américain) pour faire un jeu de mots sur le fait qu'il cuisine pour les autres à Thanksgiving.
- C'est la première apparition d'Amy chez la mère d'Howard.
- Sheldon enivré, s'amuse à réciter les décimales de Pi en rotant.

### Épisode 10:La Boulette de Sheldon
- États-Unis /  Canada : 5 décembre 2013 sur CBS / CTV
- France : 20 juin 2014 sur Canal+ Séries[9]

- États-Unis : 15,63 millions de téléspectateurs[29] (première diffusion)
- Canada : 3,75 millions de téléspectateurs[30] (première diffusion + différé 7 jours)

- Ira Flatow (lui-même)
- Wil Wheaton (lui-même)

- En plus de savoir pratiquer le chant diphonique, Sheldon révèle qu'il sait aussi yodler.
- Sheldon considère avoir dix « amis » au total (en incluant Howard).
- Quand Leonard rassure Sheldon à propos de Cannelle qui ne peut pas sortir de sa caisse, celui-ci cite textuellement le film Jurassic Park.

### Épisode 11:L'Extraction du docteur Cooper
- États-Unis /  Canada : 12 décembre 2013 sur CBS / CTV
- France : 20 juin 2014 sur Canal+ Séries[9]

- États-Unis : 17,68 millions de téléspectateurs[31] (première diffusion)
- Canada : 4,07 millions de téléspectateurs[32] (première diffusion + différé 7 jours)

- Brian Thomas Smith (Zack)

- Cet épisode exploite le concept de réalité alternative.
- Au début de l'épisode, Amy et Penny jouent à Kinect Sports Saison 2 inclus dans le paquetage promotionnel de Kinect Star Wars édition limitée pour la XBox 360.
- Quand Leonard, pour manifester l'enthousiasme collectif rétorque : « Oui, je sais, c'est de la folie. Bienvenue sous le Dôme du Tonnerre, les amis ! », il se réfère au-delà de l'expression au film Mad Max : Au-delà du dôme du tonnerre.
- Erratum : Amy prétend qu'aucun d'eux ne serait présent dans cette pièce en ce moment sans Sheldon. Or, à l'origine c'est bien Leonard que Raj et Howard ont connu en premier (épisode La Saga de l'escalier), et c'est également par sympathie envers lui qu'ils ont formé un groupe d'amis au départ (Sheldon ne s'y étant greffé au début que par défaut, au vu des circonstances).
- La scène d'Howard qui retourne le fauteuil contenant le cadavre de sa mère est une référence à une même scène du film d'Alfred Hitchcock Psychose, avec sa musique emblématique.
- Sheldon met l'expérience de l'accouchement de sa sœur au même niveau que l'existence du film Green Lantern.
- En fond d'écran pour son ordinateur portable, Sheldon a créé un diaporama qui inclut les images : d'Amy, de La Créature du marais, de Stephen Hawking, de Spider-Man et de Marie Curie.
- À son retour, Sheldon accompagné par Amy lui répond par la fameuse réplique romantique d'Han Solo à la princesse Leia dans Star Wars, épisode V : L'Empire contre-attaque.
- Pour l'occasion des fêtes de Noël, un panneau textuel à la police d'écriture stylisée et accompagné d'un son de cloche évocateur, s'affiche à la fin de l'épisode et souhaite de joyeuses fêtes au spectateur de la part de la série (« Happy Holidays From The Big Bang Theory »).

### Épisode 12:Ramifications et valse-hésitation
- États-Unis /  Canada : 2 janvier 2014 sur CBS / CTV
- France : 20 juin 2014 sur Canal+ Séries[9]

- États-Unis : 19,2 millions de téléspectateurs[33] (première diffusion)
- Canada : 4,17 millions de téléspectateurs[34] (première diffusion + différé 7 jours)

- Marcus Folmar (le garde de la sécurité)
- Lexie Contursi (la fille)

- En expliquant l'une de ses « blagues », Sheldon cite le célèbre jeu de société Hippo Gloutons.
- Sheldon cite le philosophe Henri Bergson qui, dans son ouvrage Le Rire, définit le comique comme du mécanique plaqué sur du vivant.
- Puisque l'épisode de NCIS où apparaîtrait Penny est censé être le 246e, c'est donc Chaîne de frappe.
- Mal à l'aise à l'idée de devoir commencer une série qu'il ne connaît pas (NCIS : Enquêtes spéciales) par son 246e épisode au lieu de la démarrer depuis le début, Sheldon imite naturellement Spock en concluant son raisonnement par le fameux « C'est illogique ! » du Vulcain.
- Lorsque Leonard parle des (fausses) auditions pour le prochain film Star Wars, il prend le climax de l'épisode IV en exemple pour tenter de l'encourager.
- La scène de Bernadette simulant un fou rire en plein restaurant, est une référence au film Quand Harry rencontre Sally (dans lequel Meg Ryan simule un orgasme en plein restaurant).

### Épisode 13:La Démission de Penny
- États-Unis /  Canada : 9 janvier 2014 sur CBS / CTV
- France : 27 juin 2014 sur Canal+ Séries[9]

- États-Unis : 20,35 millions de téléspectateurs[35] (première diffusion)
- Canada : 4,45 millions de téléspectateurs[36] (première diffusion + différé 7 jours)

- Brian Posehn (Bert)
- Josh Peck (Jesse)
- Ian Scott Rudolph (Capitaine Survêt)

- Afin de tester une méthode de méditation guidée audio dans la voiture de Penny, Sheldon s'imagine dans un environnement « très calme » (pour lui, à l'intérieur du super collisionneur du CERN).

### Épisode 14:La Convention de Sheldon
- États-Unis /  Canada : 30 janvier 2014 sur CBS / CTV
- France : 27 juin 2014 sur Canal+ Séries[9]

- États-Unis : 19,05 millions de téléspectateurs[37] (première diffusion)
- Canada : 4,38 millions de téléspectateurs[38] (première diffusion + différé 7 jours)

- James Earl Jones (lui-même)
- Carrie Fisher (elle-même)

- C'est la toute première fois dans la série que l'actrice Kaley Cuoco (Penny) est créditée au générique sous un nom différent (en tant que « Kaley Cuoco-Sweeting »).
- Les garçons avaient prévu comme déguisement pour le Comic-Con, d'incarner chacun une des différentes versions de Hulk interprétées à l'écran (celle de Lou Ferrigno pour Howard, celle d'Eric Bana pour Raj, celle d'Edward Norton pour Sheldon, et celle de Mark Ruffalo pour Leonard).
- Sheldon a établi une liste d'invités vedettes potentiels pour sa convention. Après sa tentative échouée par téléphone pour obtenir la présence de Robert Downey Jr., la liste est textuellement établie comme suit :

- Demandant l'aide de Leonard, Sheldon confirme qu'en plus de Stan Lee et Leonard Nimoy, il a également une ordonnance restrictive signée par Bill Nye (depuis leur rencontre dans l'épisode L'Article du professeur Proton). Il ne souhaite pas non plus contacter Carrie Fisher lui-même (car selon lui, elle a la réputation d'être « cinglée »).

### Épisode 15:Loco-motivation
- États-Unis /  Canada : 6 février 2014 sur CBS / CTV
- France : 27 juin 2014 sur Canal+ Séries[9]

- États-Unis : 17,53 millions de téléspectateurs[39] (première diffusion)
- Canada : 4,14 millions de téléspectateurs[40] (première diffusion + différé 7 jours)

- Tania Raymonde (Yvette)
- Eric Petersen (Eric)
- Alex Ball (le serveur)

### Épisode 16:La Table de tous les dangers
- États-Unis /  Canada : 27 février 2014 sur CBS / CTV
- France : 27 juin 2014 sur Canal+ Séries[9]

- États-Unis : 17,73 millions de téléspectateurs[41] (première diffusion)
- Canada : 3,83 millions de téléspectateurs[42] (première diffusion + différé 7 jours)

- Christopher Neiman (Dr Dreyfus)
- Michael J. Massimino (lui-même)

### Épisode 17:Amitié et Turbulences
- États-Unis /  Canada : 6 mars 2014 sur CBS / CTV
- France : 4 juillet 2014 sur Canal+ Séries[9]

- États-Unis : 18,09 millions de téléspectateurs[43] (première diffusion)
- Canada : 4,04 millions de téléspectateurs[44] (première diffusion + différé 7 jours)

Laura Spencer (Emily Sweeney)
- Sheldon se moque de la situation d'Howard en mentionnant la place du super-héros Œil-de-faucon parmi les Vengeurs.
- À leur première rencontre, Howard aurait comparé Sheldon à un mélange de C-3PO et Pee-Wee Herman et l'aurait appelé en conséquence « C-3Pee-Wee Herman ».
- C'est la première apparition du personnage d'Emily.

### Épisode 18:Maman a un amant
- États-Unis /  Canada : 13 mars 2014 sur CBS / CTV
- France : 4 juillet 2014 sur Canal+ Séries[9]

- États-Unis : 17,34 millions de téléspectateurs[45] (première diffusion)
- Canada : 4,19 millions de téléspectateurs[46] (première diffusion + différé 7 jours)

Laurie Metcalf (Mary Cooper)
- Cet épisode fait suite aux événements du précédent.
- Dans cet épisode, le nom de famille de Stuart est explicitement révélé.
- En débattant à l'improviste, Leonard et Raj discutent du film Terminator et de la série Au-delà du réel.
- La scène de fin avec Stuart se déroule vingt ans dans le futur (selon la chronologie de la série).

### Épisode 19:Des choix cornéliens
- États-Unis /  Canada : 3 avril 2014 sur CBS / CTV
- France : 4 juillet 2014 sur Canal+ Séries[9]

- États-Unis : 17,73 millions de téléspectateurs[47] (première diffusion)
- Canada : 3,82 millions de téléspectateurs[48] (première diffusion + différé 7 jours)

- Laura Spencer (Emily Sweeney)
- Fernando Rivera (le vendeur)
- Rod Keller (le costumier)
- Wil Wheaton (lui-même)

- En plein dans ce dilemme, Sheldon énumère à Amy des « mauvais choix » qu'il a faits par le passé entre des formats et appareils technologiques : quand enfant, il a demandé à son père un Betamax au lieu d'une VHS ; sa préférence pour le HD DVD au détriment du Blu-ray, avant qu'il ne devienne plus populaire ; ou encore, quand il s'est acheté un baladeur numérique Zune au lieu d'un iPod.

### Épisode 20:La Dissolution de la relation
- États-Unis /  Canada : 10 avril 2014 sur CBS / CTV
- France : 4 juillet 2014 sur Canal+ Séries[9]

- États-Unis : 16,29 millions de téléspectateurs[49] (première diffusion)
- Canada : 3,55 millions de téléspectateurs[50] (première diffusion + différé 7 jours)

- John Ross Bowie (Barry Kripke)
- Laura Spencer (Emily Sweeney)

- En tentant de noyer le poisson auprès de Sheldon, Howard se réfère à la série Game of Thrones.
- Penny révèle que Sheldon dort avec des taies d'oreiller The Walking Dead.
- Quand cette dernière lui demande quelle coupe de cheveux il souhaite qu'elle lui fasse, Sheldon évoque un mélange entre celles de Bill Gates et de Nikola Tesla.
- À son appartement, Raj joue avec Howard à Killer Instinct (uniquement en version téléchargeable à l'époque de l'épisode) sur Xbox One.
- Dans une maxime sur Raj qu'il a inventée, Howard cite les films Joue-la comme Beckham et Les Mondes de Ralph.
- Avec une comparaison que Penny peut comprendre afin de lui expliquer son mépris pour la géologie, Sheldon rappelle une discussion sur le rapport à la célébrité des Kardashian et résume que, pour lui, ce domaine scientifique est une « Kardashian de la science ».
- Sheldon, amateur depuis toujours de littérature persane, se réfère au Livre des conseils (ou Pend-namèh) du poète Attar de Nishapur durant sa conversation avec Howard.
- Les équations présentes sur le tableau noir à côté du bureau de Stephen Hawking, sont tirées d'un papier conjointement écrit par Babak Haghighat, Can Koz ̧caz, Guglielmo Lockhart et Cumrun Vafa, On orbifolds of M-strings[51], en rapport avec la théorie des cordes et qui traite des orbifolds ainsi que de la théorie M.
- Dans l'un des messages vocaux enivrés de Sheldon, il demande à Hawking s'il a vu le film Intouchables.

### Épisode 21:Le jeudi tout est permis
- États-Unis /  Canada : 24 avril 2014 sur CBS / CTV
- France : 11 juillet 2014 sur Canal+ Séries[9]

- États-Unis : 16,44 millions de téléspectateurs[52] (première diffusion)
- Canada : 3,43 millions de téléspectateurs[53] (première diffusion + différé 7 jours)

- Laura Spencer (Emily Sweeney)

- Dans la liste établie par Sheldon des domaines d'études dans lesquels il envisage de se reconvertir, figurent : la cosmologie, la matière noire, la violation de la symétrie CP du neutrino, la désintégration du proton et les axions.
- Le fait qu'il ait besoin de l'avis professionnel de Leonard sur la matière noire est curieux, puisqu'il a déjà mené des recherches dans ce champ d'études avec l'assistance de Raj dans l'épisode La Solution pirate.
- Leur fameuse tradition du « jeudi tout est permis », découvert dans l'épisode Le Bar à filles, est inspirée de l'émission The Mickey Mouse Club (où le jour équivalent est mercredi).
- Pour insister sans subtilité sur l'idée d'aller à des reconstitutions amateures de batailles de l'univers du Seigneur des Anneaux, Sheldon sort brièvement le chapeau pointu qui lui sert d'accessoire à son déguisement de Gandalf le Gris.
- Le film d'horreur concerné par Raj est La Maison des mille morts.
- L'imitation de Sheldon concernant les bavardages de Penny est une référence aux adultes dans les vieux dessins animés Snoopy.
- Une plaisanterie ironique est faite par la série à travers Penny : quand Sheldon prétend avoir demandé en pensée à la voyante, par scepticisme et pour la tester, comment serait le prochain film Star Trek, Penny lui répond avec exaspération : « Sûrement ennuyeux ».
- Le seul lien logique établi par Sheldon entre Amy qui se présente à lui vêtue d'une tenue d'écolière suggestive, et le fait qu'elle cherche à se faire pardonner son mensonge, est une probabilité qu'elle puisse avoir caché un disque Blu-ray du film Gravity sous sa jupe.

### Épisode 22:Un proton peut en cacher un autre
- États-Unis /  Canada : 1er mai 2014 sur CBS / CTV
- France : 11 juillet 2014 sur Canal+ Séries[9]

- États-Unis : 16,07 millions de téléspectateurs[54] (première diffusion)
- Canada : 3,6 millions de téléspectateurs[55] (première diffusion + différé 7 jours)

- Bob Newhart (Dr Arthur Jeffries / le professeur Proton)

- Penny parle ironiquement de « Noël de Star Wars » et Howard la rectifie en parlant de la « Saint-Chewbacca ». C'est une allusion au tristement célèbre téléfilm musical Au temps de la guerre des étoiles.
- Le fait que la date de la « Journée Star Wars » tombe un 4 mai et que ça fasse rire les garçons, vient du calembour anglais (intraduisible en version française) « May the Fourth be with you » (« Que le 4 mai soit avec toi »), blague d'initiés entre la prononciation de la date (« May the fourth ») et une expression culte de l'univers Star Wars, « May the Force be with you » (« Que la Force soit avec toi »).
- Le jour de la « Journée Star Wars », Penny est choquée en se rendant compte que, contrairement à avant, elle comprend maintenant d'elle-même chaque blague ou référence de l'univers Star Wars faite par les garçons.
- Raj parle d'un ordre de lecture différent des films qui leur permettrait d'éviter de regarder l'épisode I de Star Wars : ce procédé dont il aurait entendu parler se nomme l'« ordre Machete ».
- Les éléments du rêve renvoient au film L'Empire contre-attaque, Sheldon comparant d'ailleurs par antonomase le défunt Arthur comme étant « son Obi-Wan Kenobi ».
- Si Arthur dit dans le rêve de Sheldon une fois arrivés sur Dagobah, qu'il se croyait en Floride, c'est à cause de la ressemblance entre le biotope de la planète marécageuse de Star Wars et des Everglades.
- Sheldon perçoit les remplacements successifs des Docteurs de la série Doctor Who comme de véritables décès à surmonter.
- Arthur a l'impression, avec sa tenue de Jedi, d'être habillé comme Frère Tuck.
- Les effets spéciaux de cet épisode ont été faits avec l'aide de la société Lucasfilm[56].

### Épisode 23:Orang-Outan en emporte le vent
- États-Unis /  Canada : 8 mai 2014 sur CBS / CTV
- France : 11 juillet 2014 sur Canal+ Séries[9]

- États-Unis : 14,42 millions de téléspectateurs[57] (première diffusion)
- Canada : 3,38 millions de téléspectateurs[58] (première diffusion + différé 7 jours)

- Laura Spencer (Emily Sweeney)
- Steve Valentine (Kenneth)
- Beau Casper Smart (Travis)
- Kaliko Kauahi (Marta)
- Wil Wheaton (lui-même)

- Bien que l'audience de cet épisode soit un peu plus basse que celle des épisodes précédents, la série reste en tête des audiences pour une diffusion en prime time.
- Le titre français de l'épisode fait référence au film Autant en emporte le vent.
- Alors qu'ils discutent de la mère d'Howard, Sheldon qui est complètement en dehors du sujet de conversation, propose spontanément aux autres d'aller voir The Amazing Spider-Man : Le Destin d'un héros.

### Épisode 24:Fiançailles, Statuts Quo, Départ…
- États-Unis /  Canada : 15 mai 2014 sur CBS[59] / CTV
- France : 11 juillet 2014 sur Canal+ Séries[9]

- États-Unis : 16,73 millions de téléspectateurs[60] (première diffusion)
- Canada : 4,3 millions de téléspectateurs[61] (première diffusion + différé 7 jours)

- D'après les dires de Sheldon, il avait finalement choisi la cosmologie inflationniste comme champ d'études pour sa reconversion.
- La manière négative dont la mère de Leonard perçoit Penny et agit comme si elle n'en avait qu'entendue parler par Sheldon, est incohérente avec le déroulement des épisodes antérieurs (dont l'un où Beverly avait clairement sympathisé avec Penny et dit tout le bien qu'elle pensait d'elle).
- Sheldon trouve Legoland surfait depuis la sortie du film Lego.
- Dans cet épisode, le prénom de Mme Wolowitz est explicitement révélé.